# Vaalpaarse schijnridderzwam
De vaalpaarse schijnridderzwam (Lepista sordida) is een schimmel uit de familie Tricholomataceae. Hij leeft als terrestrische saprofyt in enigszins ruderale terreinen, zoals vochtige weilanden of parken (vaak in de nabijheid van composthopen of stapels bladeren), maar zelden in bospercelen. Hij werd beschreven door Schumacher, maar werd later door Rolf Singer in het geslacht Lepista ingedeeld.

## Kenmerken

### Uiterlijke kenmerken
Hoed
De hoed is golvend en wordt later vlak. De diameter is 3 tot 8 cm en de kleur is lila tot lilabruin. Hij is heeft een dunne, golvende rand. Het is hygrofaan; bij vochtig weer wordt het glanzend, bij droog weer wordt het mat.
Lamellen
De lamellen zijn lila tot bleek lilabruin.
Steel
De vezelige steel heeft een lengte van 4 tot 6 cm en een dikte van 5 tot 8 mm. De voet is vaak dikker dan de rest van de steel. De steel is cilindrisch, vol, elastisch, soms excentrisch. Het oppervlak is vezelig, licht grijs-roze-paars bij jonge vruchtlichamen, bleek vuilbruin bij oudere exemplaren.
Geur en smaak
Het vlees is waterig, dun, met een kleur variërend van witachtig tot grijsroze-violet, na drogen wordt het bijna wit. Er is geen geur, de smaak is licht aards, erg zwak.
Sporenprint
De sporenprint is wit met een oranje-achtige tint, ietwat cream.

### Microscopische kenmerken
De sporen zijn ellipsvormig, bedekt met kleine stekels en meten 6-9 × 4-5 μm.

## Verspreiding
Hij komt voor op het noordelijk halfrond. In Nederland komt de soort zeer algemeen voor van de zomer tot de herfst.

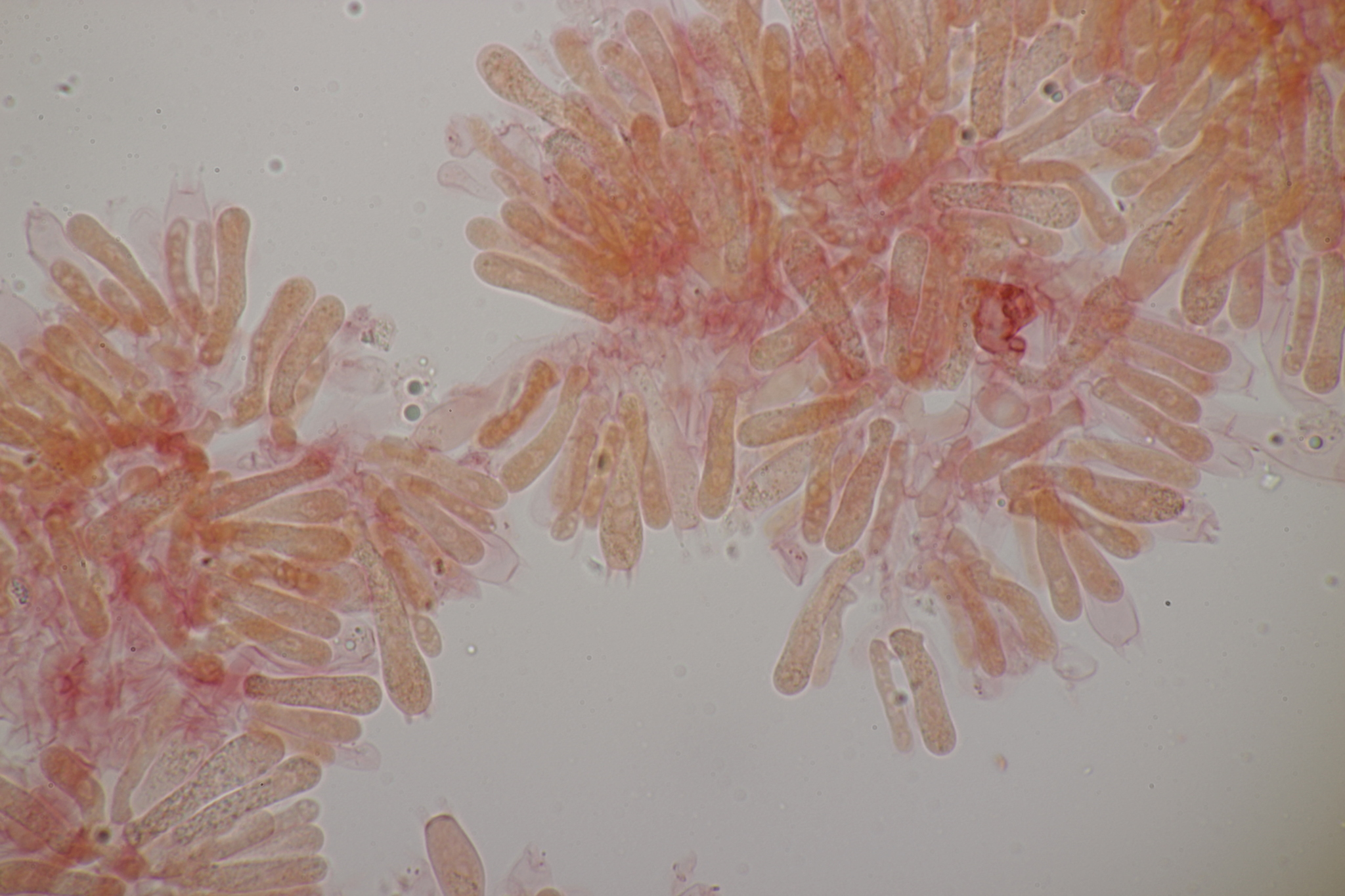
Sporen
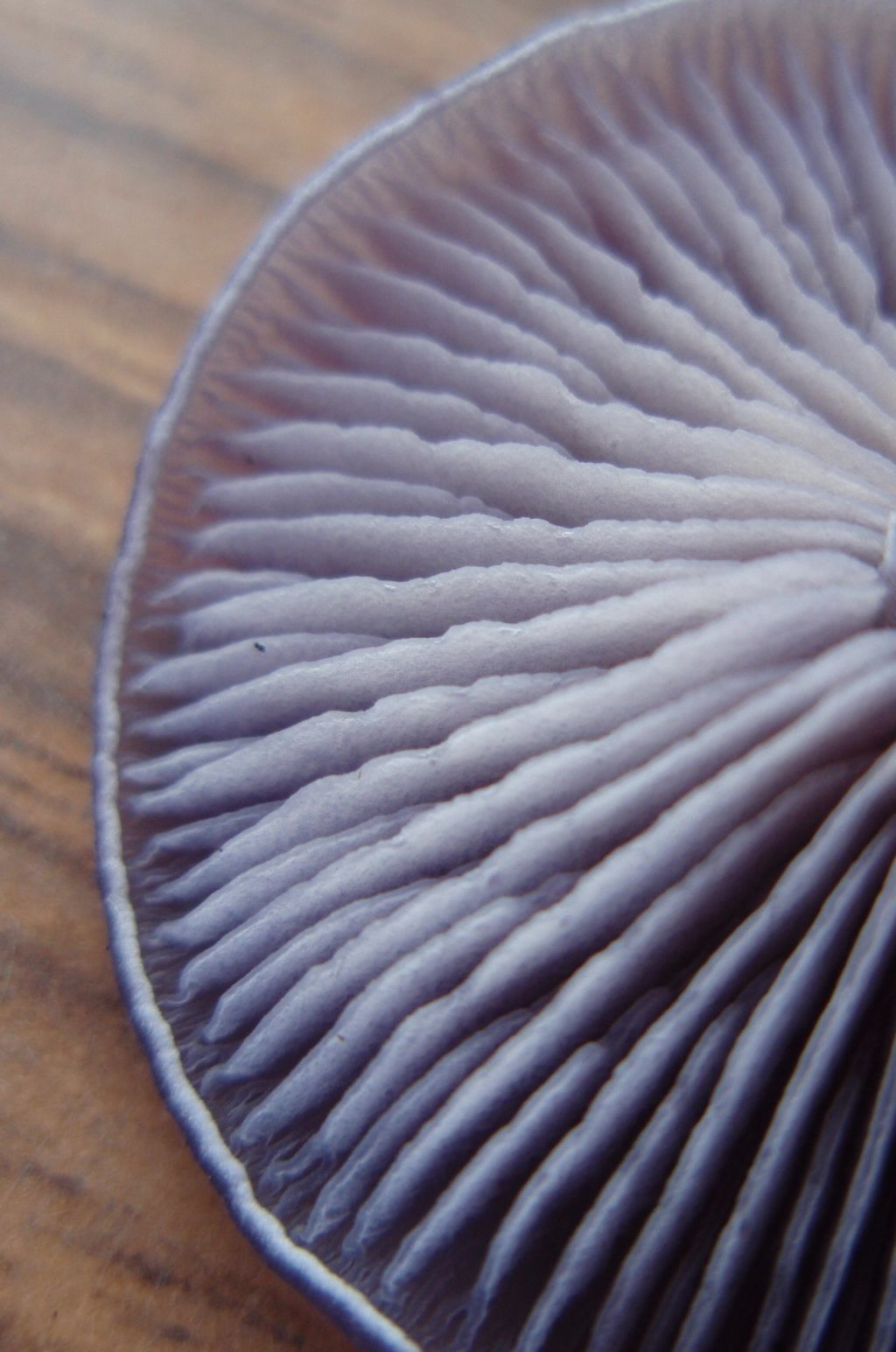
Lamellen
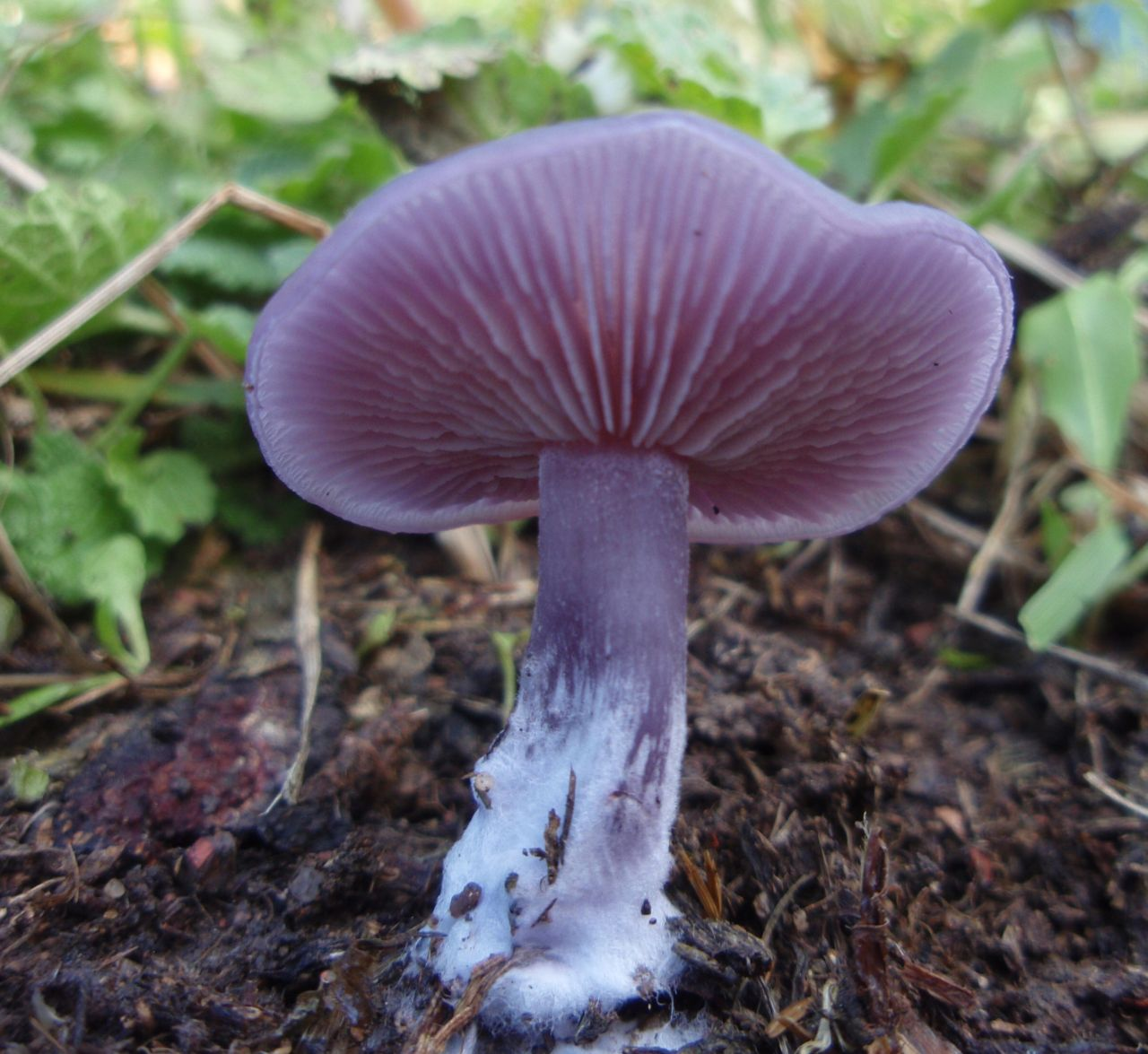
Zijaanzicht